# Koffi Dakoi
Koffi Sebastien Edgard Dakoi (Agboville, 26 agosto 1999) è un calciatore ivoriano, centrocampista dell'ASEC Mimosas.

## Carriera

### Club
Ha giocato nella massima serie peruviana.

### Nazionale
Ha giocato nelle nazionali giovanili ivoriane Under-20 ed Under-23.